# Rambla de Béjar
Rambla de Béjar är ett periodiskt vattendrag i Spanien.   Det ligger i provinsen Murcia och regionen Murcia, i den sydöstra delen av landet, 400 km sydost om huvudstaden Madrid.